# Paramakatoi
Paramakatoi – miasto w Gujanie, w regionie Potaro-Siparuni.